# The Magic 7
The Magic 7 (v anglickém originále The Magic 7) je kanadsko-americký animovaný film z roku 2009. Režisérem filmu je Roger Holzberg. Hlavní role ve filmu ztvárnili Kevin Bacon, Ted Danson, Michael J. Fox, Jennifer Love Hewitt a Ice-T.

## Obsazení
| Kevin Bacon           | sebe          |
| Ted Danson            | Seanův otec   |
| Michael J. Fox        | Marcel Maggot |
| Jennifer Love Hewitt  | Erica         |
| Ice-T                 | Dr.Scratch    |
| Jeremy Irons          | Thraxx        |
| James Earl Jones      | 5-Toe         |
| Bette Midler          | sebe          |
| Demi Moore            | U-Z-Onesa     |
| Olivia Newton-Johnová | sebe          |
| Meryl Streep          | sebe          |
| Henry Winkler         | sebe          |